# Cividale del Friuli
Cividale del Friuli is een gemeente in de Italiaanse provincie Udine (regio Friuli-Venezia Giulia) en telt 10.815 inwoners (2023). De oppervlakte bedraagt 50,5 km², de bevolkingsdichtheid is 227 inwoners per km². Cividale del Friuli heette in de Romeinse tijd Forum Iulii.
De volgende frazioni maken deel uit van de gemeente: Rualis, Grupignano, Rubignacco, Gagliano, Purgessimo, Sanguarzo, Spessa, Carraria, Fornalis, San Giorgio.

## Geschiedenis

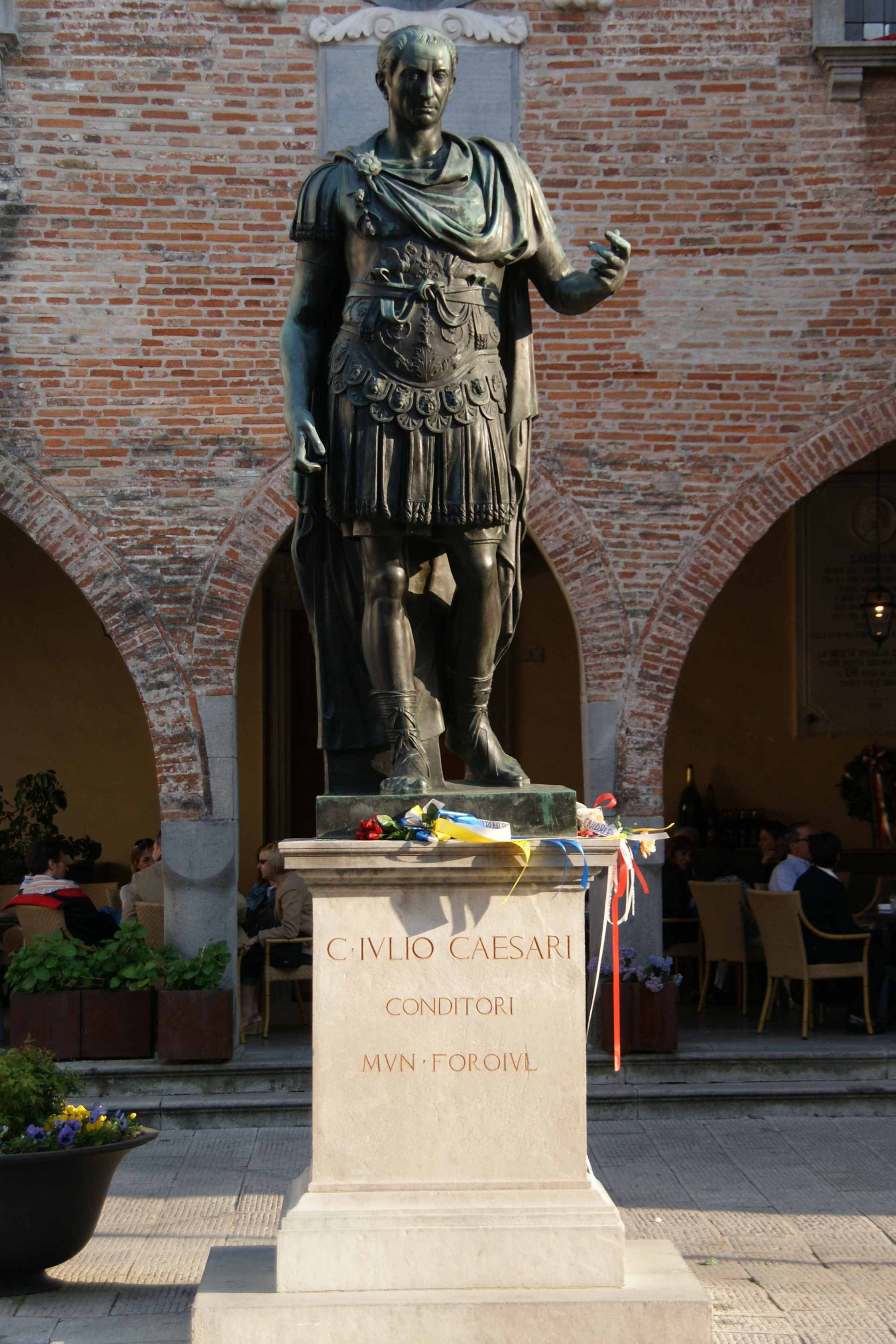
Standbeeld van Julius Caesar voor het stadhuis

De streek werd oorspronkelijk bewoond door de Kelten en de Veneti. In 50 v.Chr. stichtte Julius Caesar de stad Forum Iulii ('Forum van Julius'). Na de verwoestingen van Aquileia en Iulium Carnicum in 452 n.Chr. door de Hunnen, werd Forum Iulii de hoofdplaats van het dictrict Friuli (de naam Friuli is een verbastering van de naam Forum Iulii).
Na de val van het West-Romeinse Rijk behoorde de stad achtereenvolgens tot het koninkrijk van Odoaker en het rijk van de Ostrogoten. In 568 werd de stad door de Longobarden veroverd op het Byzantijnse Rijk. De Longobarden maakten van Forum Iulii aanvankelijk hun hoofdstad, maar het werd daarna de hoofdstad van het Hertogdom Friuli. Nadat Karel de Grote in 774 de Longobarden had verslagen, veranderde de stad haar naam van Forum Iulii in Civitas Austriae ('Stad van het oosten') en kwam het te liggen in de Mark Friuli.
Tussen 773 en 1031 was Cividale de zetel van de patriarch van Aquileia. In 1419 werd de stad veroverd door de Republiek Venetië. Na het Congres van Wenen in 1815 werd de stad onderdeel van het Koninkrijk Lombardije-Venetië. In 1866 werd Cividale opgenomen in Italië.

## Demografie
Cividale del Friuli telt ongeveer 4779 huishoudens. Het aantal inwoners steeg in de periode 1991-2001 met 1,4% volgens cijfers uit de tienjaarlijkse volkstellingen van ISTAT.
| Jaar | Inwoneraantal |
| ---- | ------------- |
| 1991 | 11.215        |
| 2001 | 11.373        |

## Geografie
Cividale del Friuli ligt 17 km ten oosten van Udine, bij de Sloveense grens, en paalt aan de volgende gemeenten: Corno di Rosazzo, Moimacco, Premariacco, Prepotto, San Pietro al Natisone, Torreano.
Door Cividale stroomt de Natisone. De oevers worden verbonden door de Ponte del Diavolo (Duivelsbrug).

## Geboren
- Berengarius I van Friuli (ca.845-924), keizer van het Roomse Rijk en koning van Italië
- Lorenzo Crisetig (1993), voetballer

Aiello del Friuli · Amaro · Ampezzo · Aquileia · Arta Terme · Artegna · Attimis · Bagnaria Arsa · Basiliano · Bertiolo · Bicinicco · Bordano · Buja · Buttrio · Camino al Tagliamento · Campoformido · Campolongo al Torre · Carlino · Cassacco · Castions di Strada · Cavazzo Carnico · Cercivento · Cervignano del Friuli · Chiopris-Viscone · Chiusaforte · Cividale del Friuli · Codroipo · Colloredo di Monte Albano · Comeglians · Corno di Rosazzo · Coseano · Dignano · Dogna · Drenchia · Enemonzo · Faedis · Fagagna · Fiumicello · Flaibano · Forgaria nel Friuli · Forni Avoltri · Forni di Sopra · Forni di Sotto · Gemona del Friuli · Gonars · Grimacco · Latisana · Lauco · Lestizza · Lignano Sabbiadoro · Lusevera · Magnano in Riviera · Majano · Malborghetto Valbruna · Manzano · Marano Lagunare · Martignacco · Mereto di Tomba · Moggio Udinese · Moimacco · Montenars · Mortegliano · Moruzzo · Muzzana del Turgnano · Nimis · Osoppo · Ovaro · Pagnacco · Palazzolo dello Stella · Palmanova · Paluzza · Pasian di Prato · Paularo · Pavia di Udine · Pocenia · Pontebba · Porpetto · Povoletto · Pozzuolo del Friuli · Pradamano · Prato Carnico · Precenicco · Premariacco · Preone · Prepotto · Pulfero · Ragogna · Ravascletto · Raveo · Reana del Rojale · Remanzacco · Resia · Resiutta · Rigolato · Rive d'Arcano · Rivignano · Ronchis · Ruda · San Daniele del Friuli · San Giorgio di Nogaro · San Giovanni al Natisone · San Leonardo · San Pietro al Natisone · San Vito al Torre · San Vito di Fagagna · Santa Maria la Longa · Sauris · Savogna di Cividale · Sedegliano · Socchieve · Stregna · Sutrio · Taipana · Talmassons · Tapogliano · Tarcento · Tarvisio · Tavagnacco · Teor · Terzo d'Aquileia · Tolmezzo · Torreano · Torviscosa · Trasaghis · Treppo Grande · Treppo Ligosullo · Tricesimo · Trivignano Udinese · Udine · Varmo · Venzone · Verzegnis · Villa Santina · Villa Vicentina · Visco · Zuglio